# Internal Suffering
Internal Suffering ist eine kolumbianische Death-Metal-Band aus Pereira, die im Jahr 1996 gegründet wurde.

## Geschichte
Die Band wurde im November 1996 von Sänger Fabián, Gitarrist Leandro, Bassist Andrés Garcia und Schlagzeuger Jorge gegründet. Im selben Jahr spielte die Band einige Konzerte in Kolumbien. Im März 1997 folgte eine kleine Tour durch Kolumbien zusammen mit der US-amerikanischen Band Incantation. Nach der Tour verließ Sänger Fabián die Band und wurde durch Fabio Marin ersetzt.
Im Jahr 1997 spielte die Band als Eröffnungsband für Sodom auf ihrer Welttour. Einige Monate später verließ Schlagzeuger Jorge die Band und wurde durch Edwin Quiza ersetzt. Im März 1998 begab sich die Band ins Studio, um ihr Debütalbum aufzunehmen, jedoch waren die Aufnahmen nicht zufriedenstellend. Nach einigen Konzerten kam mit Fabio Ramirez ein neuer Schlagzeuger zur Band. Im Jahr 1999 begab sich die Band erneut ins Studio, um das Debütalbum Supreme Knowledge Domain aufzunehmen. Die Band schickte die Aufnahmen an verschiedenen Labels und erreichte einen Vertrag mit Qabalah Productions. Das Album wurde am 1. September 2000 über das Label veröffentlicht. Wenige Tage nach dem Ende der Aufnahmen, verließ Schlagzeuger Ramirez die Band, sodass der vorherige Schlagzeuger Quiza wieder seinen Platz einnahm. Im April 2000 nahm die Band außerdem ein Demo auf. Dadurch erreichte die Band einen Vertrag bei dem japanischen Label Macabre Mementos Records, bei dem sie im März 2001 die EP Unmercyful Extermination veröffentlichte.
Im September 2001 erreichte die Band einen Vertrag mit Displeased Records. Im Februar 2002 folgte eine kleine Tour durch Kolumbien zusammen mit Cannibal Corpse. Die Band begab sich ins Studio und veröffentlichte im April 2002 das Album Chaotic Matrix. Der Veröffentlichung folge eine Tour durch Nordamerika und ein Auftritt auf dem Ohio Death Fest. Die Band spielte dann zwei Konzerte in New York, sowie ein Konzert auf dem Massachusetts Death Fest und dem Xtreme Benefest in Detroit, zusammen mit Immolation, Devourment, Fleshgrind, Lividity, Internal Bleeding und Anal Blast.
Im April 2003 begann die Band eine Tour durch Europa, die etwa 80 Auftritte umfasste. Dabei spielten sie auf dem Fuck the Commerce (Deutschland), dem Bands Battle Festival (Deutschland), dem Steel Warriors Rebellion Festival (Portugal), dem Obscene Extreme Festival (Tschechien), dem Shitfest (Slowakei) und dem Kaltenbach Open Air Fest (Österreich).
Originalschlagzeuger Fabio Ramirez kehrte im November 2003 zur Band zurück, nachdem er bei den Bands Infernal Hate und Carnal gespielt hatte. Die Band musste pausieren, als sich Gitarrist Leandro den Arm gebrochen hatte. Nach dessen Genesung begab sich die Band im April 2004 in die Mana Recording Studios in Tampa, Florida, um das Album Choronzonic Force Domination aufzunehmen. Produzent war Erik Rutan (Hate Eternal, ex-Morbid Angel). Im August folgte eine Tour durch die USA zusammen mit Incinerate, Stabwound und Emeth.
Im August 2004 verließ außerdem Gitarrist Leandro Quiza die Gruppe und wurde durch den Japaner Makoto Mizoguchi ersetzt. Mit dieser neuen Besetzung stellte die Band drei neue Lieder ein und betrat die Mana Recording Studios, um ein Promodemo aufzunehmen. Dadurch erreichte die Band einen Vertrag bei Unique Leader Records. Danach folgten Auftritte in Nordamerika zusammen mit Emeth, Victimas und End to End.
Nach der Tour begann die Band mit den Arbeiten zum Album Awakening of the Rebel, das im Januar 2006 in den Mana Recording Studios (Cannibal Corpse, Hate Eternal) mit Produzent Erik Rutan aufgenommen wurde.
Danach verließ Gitarrist Makoto Mizoguchi die Band und wurde durch Andres Usma (ex-Pustulated) ersetzt. Im Jahr 2006 folgte eine Welttournee mit Auftritten in Ländern wie Japan und Tschechien.

## Stil
Die Band spielt eine aggressive Version des Death Metal, wobei das Schlagzeug sehr schnell gespielt wird.

## Diskografie
- 2000: Promo 2000 (Demo, Eigenveröffentlichung)
- 2000: Supreme Knowledge Domain (Album, Qabalah Productions)
- 2001: Unmercyful Extermination (EP, Macabre Mementos Records)
- 2002: Chaotic Matrix (Album, Displeased Records)
- 2004: Choronzonic Force Domination (Album, Displeased Records)
- 2005: Internal Suffering / Inducing Terror (Split mit Inducing Terror, Alien Autopsy Records)
- 2005: Promo 2005 (Demo, Eigenveröffentlichung)
- 2005: Brutal Domination (Split-DVD mit Emeth, Incinerate und Stabwound, Brutal Bands)
- 2006: Awakening of the Rebel (Album, Unique Leader Records)